# Stjärnvinda
Stjärnvinda (Ipomoea coccinea) är en ört i familjen vindeväxter, ursprungligen från tropiska Amerika. 

## Odling
Sås tidigt på våren. Fröna sås direkt i stora krukor eftersom den ogillar omplantering och kan sluta växa. Kräver bästa möjliga ljus och en näringsrik jord som hålls jämnt fuktig. Näring varje vecka. Kan användas som utplanteringsväxt.

## Synonymer
- Ipomoea coccinea var. pubescens Schechtendal & Chamisso